# Тур Фландрии U23
Тур Фландрии U23 (нидерл. Ronde van Vlaanderen U23), — ежегодная шоссейная классическая однодневная велогонка, проводящаяся во Фламандском регионе Бельгии. Андеровская версия велогонки Тур Фландрии, обычно проводимая через неделю после профессиональной версии.

## История
Велогонка создана в 1936 году и до 1996 года поводилась среди велогонщиков — любителей без ограничения возраста (в 1940—1946 и 1963—1964 годах велогонка не проводилась).
С 1996 года проводится в нынешней версии — для велогонщиков до 23-х лет и доступна только национальным командам. Протяженность трассы составляет от 160 до 175 км, что примерно на 100 км меньше, чем у профессиональной версии, хотя с такими же характеристиками.
В 2005—2017 годах и с 2020 года входит в календарь UCI Europe Tour. С 2008 года также входит в UCI Кубок Наций U23, в настоящее время имеет категорию 1.Ncup.
Бельгийский велогонщик Людовик Капелле является единственным спортсменом, которому удалось победить на велогонке дважды (1996 и 1997 годах).
Проведение соревнования в 2020 году отменено в связи с пандемией COVID-19.

## Победители (с 1996 года)

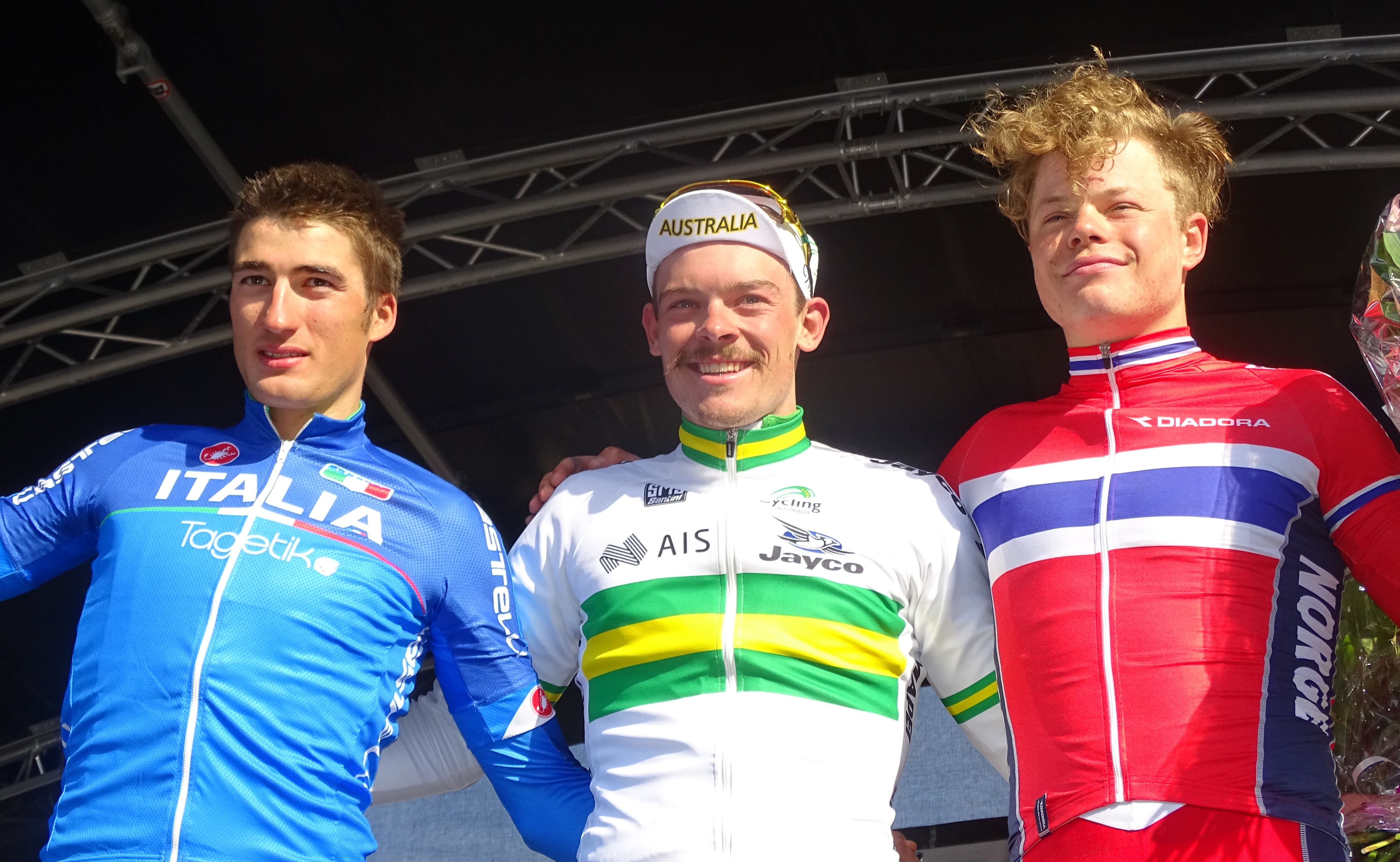
Подиум велогонки в 2015 году, слева направо: Джанни Москон (2-е место), Александер Эдмондсон (1-е место) и Трульс Энген Корсет (3-е место)

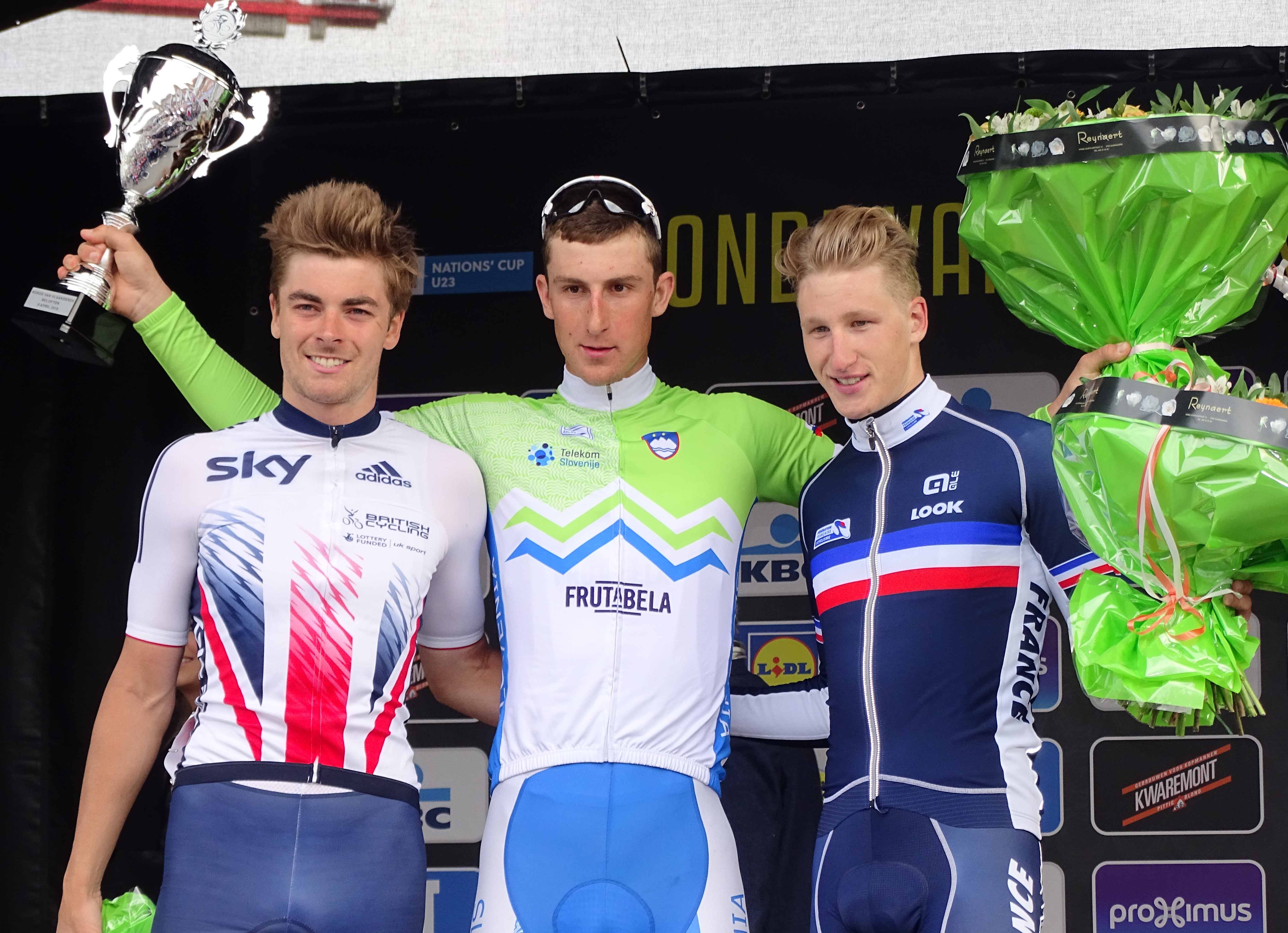
Подиум велогонки в 2016 году, слева направо: Джонатан Диббен (2-е место), Давид Пер (1-е место) и Корентан Эрменоль (3-е место)

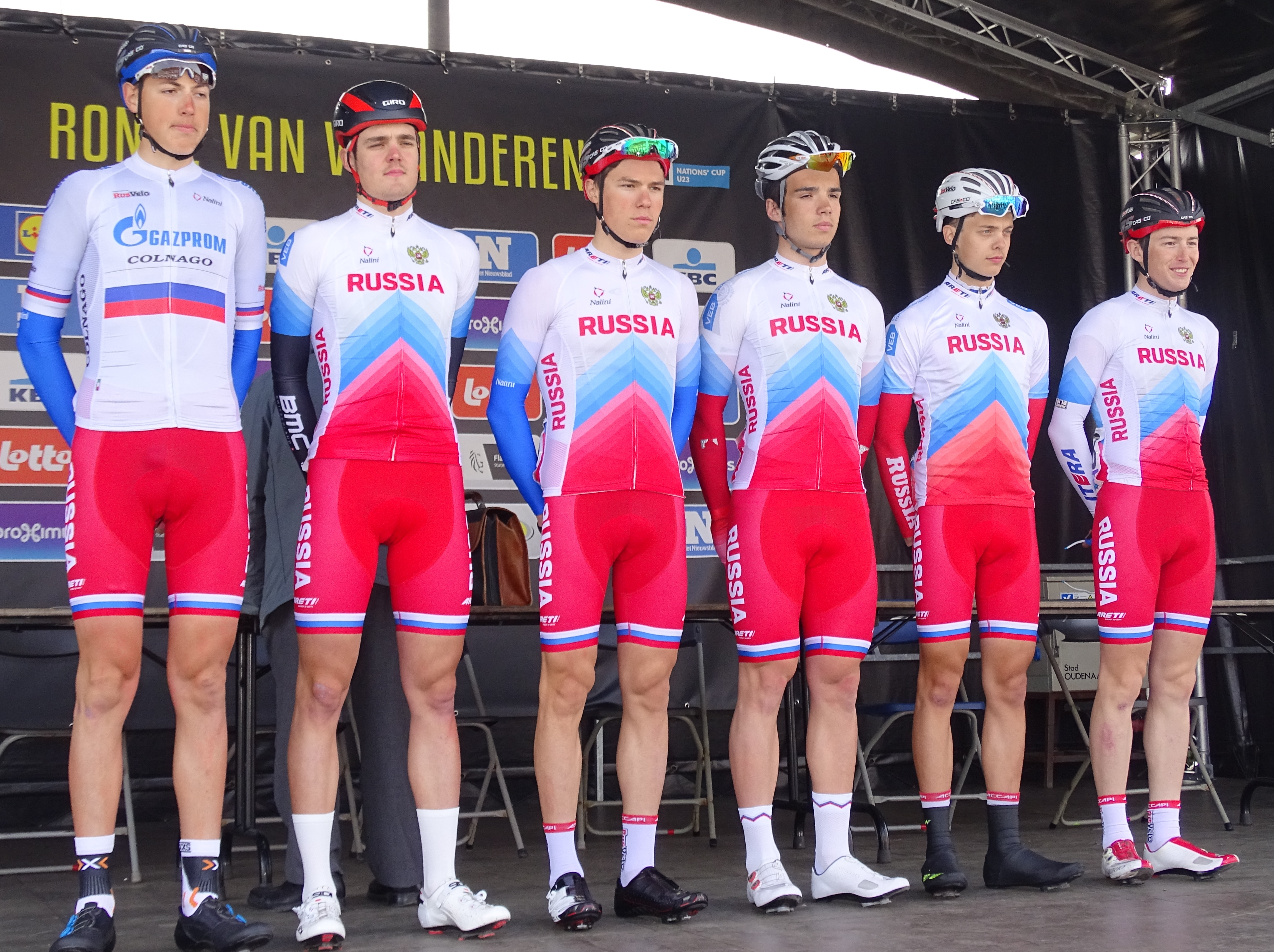
Российская команда на велогонке в 2016 году

| Год  | Победитель           | Второй               | Третий              |
| ---- | -------------------- | -------------------- | ------------------- |
| 1996 | Людовик Капелле      | Крис Маттейс         | Нико Стрынкс        |
| 1997 | Людовик Капелле      | Карел Верееке        | Мигель Ван Кессель  |
| 1998 | Юрген Гунс           | Дави Даниэлс         | Энди Видтс          |
| 1999 | Кевин Хулманс        | Стейн Деволдер       | Уэсли Тёнис         |
| 2000 | Бобби Траксел        | Фредерик Виллемс     | Юри Бейенс          |
| 2001 | Рой Сентьенс         | Дэнни Пэйт           | Ник Нюйенс          |
| 2002 | Ник Нюйенс           | Вим Де Вохт          | Михаил Тимошин      |
| 2003 | Вим Де Вохт          | Рори Сазерленд       | Уильям Фрисчкорн    |
| 2004 | Джованни Висконти    | Клаудио Кориони      | Элиа Риготто        |
| 2005 | Кенни Дехас          | Себастьян Лангевелд  | Ник Ингельс         |
| 2006 | Кевин Иста           | Томас Берхаут        | Gil Suray           |
| 2007 | Александр Плюшкин    | Микаэль Мёркёв       | Сеп Ванмарке        |
| 2008 | Гатис Смукулис       | Жером Бонье          | Ян Гиселинк         |
| 2009 | Ян Гиселинк          | Расмус Гульдхаммер   | Джон Дегенкольб     |
| 2010 | Марко Кумп           | Майкл Мэттьюс        | Свен Вандоселаре    |
| 2011 | Сальваторе Пуччо     | Том Скуйиньш         | Анджс Флаксис       |
| 2012 | Кеннет Ванбилсен     | Шон Де Би            | Кристиан Сбаральи   |
| 2013 | Рик Цабель           | Дилан Груневеген     | Магнус Корт Нильсен |
| 2014 | Дилан Груневеген     | Кристоффер Скьерпинг | Тиш Бенот           |
| 2015 | Александер Эдмондсон | Джанни Москон        | Трульс Энген Корсет |
| 2016 | Давид Пер            | Джонатан Диббен      | Корентан Эрменоль   |
| 2017 | Эдвард Данбар        | Йеспер Филипсен      | Жереми Лекруа       |
| 2018 | Джеймс Уилан         | Макс Кантер          | Роберт Стэннард     |
| 2019 | Андреас Стокбро      | Седрик Булленс       | Джейк Стюарт        |